# تری هارت
تری هارت (به انگلیسی: Terry Hart) فضانورد اهل کشور ایالات متحده آمریکا است که در ۲۷ اکتبر ۱۹۴۶ میلادی در پیتسبورگ زاده شد. وی در مأموریت اس‌تی‌اس-۴۱-سی حضور داشته است.